# یوران مالمکویست
یوران مالمکویست (به سوئدی: Göran Malmqvist) (زاده ۶ ژوئن ۱۹۲۴ – درگذشته ۱۷ اکتبر ۲۰۱۹) زبان‌شناس، مورخ ادبیات و چین‌شناس اهل سوئد بود. مالمکویست در آوریل سال ۱۹۸۵ به عضویت آکادمی سوئد انتخاب شد و تا زمان مرگ کرسی شماره ۵ این آکادمی را در اختیار داشت.
اهدای جایزه نوبل ادبیات سال ۲۰۱۲ به مو یان باعث انتقادات فراوان به مالمکویست به ظن تعارض منافع شد. مالمکویست مترجم و ناشر تعدادی از آثار یان به زبان سوئدی است و درعین‌حال یان پیشگفتار تمجیدآمیزی بر یکی از کتاب‌های مالمکویست نوشته‌است. این انتقادات از طرف کمیته نوبل رد شده‌است.